# Ignacio Arce
Ignacio Mauricio Jesús Arce (Paraná, Provincia de Entre Ríos, Argentina; 8 de abril de 1992) es un futbolista argentino. Juega como arquero y su primer equipo fue Unión de Santa Fe. Actualmente milita en Deportivo Riestra de la Liga Profesional.

## Trayectoria
Oriundo de Paraná, Nacho se inició en el club Argentinos Juniors de esa ciudad, para luego sumarse a las inferiores de Unión de Santa Fe. Luego de su participación en selecciones juveniles en el año 2009, el técnico Fernando Alí lo subió al plantel profesional para que sea el 4.º arquero, detrás de Luis Ojeda, Nicolás Caprio y Joaquín Luján.
En la temporada siguiente, ya con Frank Darío Kudelka como técnico, tuvo su debut con la camiseta tatengue. Debido a una inesperada lesión de Alejandro Limia, le tocó ser titular el 24 de septiembre de 2010 en la derrota 2 a 0 ante Patronato de Paraná. Formó parte del plantel que logró el ascenso a la Primera División en 2011, pero con la llegada de Enrique Bologna y la continuidad del propio Limia, no tuvo chances de mostrarse en la máxima categoría del fútbol argentino y se desempeñó mayormente en Reserva.
A mediados de 2012 fue cedido a préstamo a Deportivo Merlo, club que militaba en la Primera B Nacional, donde no tuvo continuidad siendo suplente de Matías Giordano y además le tocó sufrir el descenso a la Primera B Metropolitana. Luego de su paso por el Charro, volvió al equipo santafesino y tras una temporada en la que sólo disputó 4 partidos (3 por la Primera B Nacional y 1 por Copa Argentina), fue nuevamente cedido a préstamo, esta vez a Atlético Paraná, club recientemente ascendido al Torneo Federal A.
En el Decano fue titular indiscutido (atajó en 19 de los 20 partidos del torneo) y se transformó en una de las piezas claves para lograr el histórico ascenso a la Primera B Nacional. Finalizado el préstamo, debía retornar a Unión de Santa Fe, club dueño de su pase, pero al no ser tenido en cuenta por el técnico Leonardo Madelón, arregló su continuidad por una temporada más en el equipo paranaense. Ya en la B Nacional, Arce siguió siendo el arquero titular del Decano, que realizó una gran campaña finalizando en la 7.ª posición, muy cerca de ingresar al Reducido y clasificando a la siguiente edición de la Copa Argentina.
Jugó también en Crucero del Norte, San Martín de Tucumán (dos etapas), Instituto de Córdoba, Unión La Calera de Chile y Platense.

## Selección nacional
Integró la Selección Argentina Sub-17 tanto en el Sudamericano de Chile 2009 como en el Mundial de Nigeria 2009, llegando a disputar un solo partido, frente al anfitrión del Mundial, Nigeria.

## Estadísticas
- Actualizado al 16 de agosto de 2025

### Clubes
| Club                        | Div.                | Temporada           | Liga  | Liga  | Copa nacional | Copa nacional | Copa internacional | Copa internacional | Total | Total |
| Club                        | Div.                | Temporada           | Part. | Goles | Part.         | Goles         | Part.              | Goles              | Part. | Goles |
| --------------------------- | ------------------- | ------------------- | ----- | ----- | ------------- | ------------- | ------------------ | ------------------ | ----- | ----- |
| Unión Argentina             | 2.ª                 | 2009/10             | —     | —     | —             | —             | —                  | —                  | 0     | 0     |
| Unión Argentina             | 2.ª                 | 2010/11             | 1     | -2    | —             | —             | —                  | —                  | 1     | -2    |
| Unión Argentina             | 1.ª                 | 2011/12             | —     | —     | —             | —             | —                  | —                  | 0     | 0     |
| Unión Argentina             | 2.ª                 | 2013/14             | 3     | -3    | 1             | 0             | —                  | —                  | 4     | -3    |
| Unión Argentina             | Total               | Total               | 4     | -5    | 1             | 0             | 0                  | 0                  | 5     | -5    |
| Deportivo Merlo Argentina   | 2.ª                 | 2012/13             | 4     | -10   | 0             | 0             | —                  | —                  | 4     | -10   |
| Deportivo Merlo Argentina   | Total               | Total               | 4     | -10   | 0             | 0             | 0                  | 0                  | 4     | -10   |
| Atlético Paraná Argentina   | 3.ª                 | 2014                | 19    | -17   | 0             | 0             | —                  | —                  | 19    | -17   |
| Atlético Paraná Argentina   | 2.ª                 | 2015                | 39    | -43   | 0             | 0             | —                  | —                  | 39    | -43   |
| Atlético Paraná Argentina   | Total               | Total               | 58    | -60   | 0             | 0             | 0                  | 0                  | 58    | -60   |
| Crucero del Norte Argentina | 2.ª                 | 2016                | 7     | -6    | 1             | 0             | —                  | —                  | 8     | -6    |
| Crucero del Norte Argentina | 2.ª                 | 2016/17             | 42    | -44   | —             | —             | —                  | —                  | 42    | -44   |
| Crucero del Norte Argentina | Total               | Total               | 49    | -50   | 1             | 0             | 0                  | 0                  | 50    | -50   |
| San Martín (T) Argentina    | 2.ª                 | 2017/18             | 29    | -26   | —             | —             | —                  | —                  | 29    | -26   |
| San Martín (T) Argentina    | 1.ª                 | 2018/19             | 7     | -6    | 2             | -3            | —                  | —                  | 9     | -9    |
| San Martín (T) Argentina    | 2.ª                 | 2019/20             | 21    | -13   | 1             | 0             | —                  | —                  | 22    | -13   |
| San Martín (T) Argentina    | 2.ª                 | 2020                | 7     | -8    | —             | —             | —                  | —                  | 7     | -8    |
| San Martín (T) Argentina    | 2.ª                 | 2021                | 34    | -20   | 1             | -1            | —                  | —                  | 35    | -21   |
| San Martín (T) Argentina    | Total               | Total               | 98    | -73   | 4             | -4            | 0                  | 0                  | 102   | -77   |
| Instituto Argentina         | 2.ª                 | 2018/19             | 11    | -13   | —             | —             | —                  | —                  | 11    | -13   |
| Instituto Argentina         | Total               | Total               | 11    | -13   | 0             | 0             | 0                  | 0                  | 11    | -13   |
| Unión La Calera · Chile     | 1.ª                 | 2022                | 29    | -39   | 2             | -2            | 8                  | -5                 | 39    | -46   |
| Unión La Calera · Chile     | Total               | Total               | 29    | -39   | 2             | -2            | 8                  | -5                 | 39    | -46   |
| Platense Argentina          | 1.ª                 | 2023                | 5     | -11   | 1             | 0             | -                  | -                  | 6     | -11   |
| Platense Argentina          | Total               | Total               | 5     | -11   | 1             | 0             | -                  | -                  | 6     | -11   |
| Deportivo Riestra Argentina | 2.ª                 | 2023                | 23    | -10   | —             | —             | —                  | —                  | 23    | -10   |
| Deportivo Riestra Argentina | 1.ª                 | 2024                | 25    | -25   | 14            | -16           | —                  | —                  | 39    | -41   |
| Deportivo Riestra Argentina | 1.ª                 | 2025                | 22    | -14   | 2             | -5            | —                  | —                  | 24    | -19   |
| Deportivo Riestra Argentina | Total               | Total               | 70    | -49   | 16            | -21           | 0                  | 0                  | 86    | -70   |
| Total en su carrera         | Total en su carrera | Total en su carrera | 328   | -310  | 25            | -27           | 8                  | -5                 | 361   | -342  |

### Selección
| Selección                                                         | Año                 | Amistosos | Amistosos | Sudamérica(1) | Sudamérica(1) | Mundial(2) | Mundial(2) | Total | Total |
| Selección                                                         | Año                 | Part.     | Goles     | Part.         | Goles         | Part.      | Goles      | Part. | Goles |
| ----------------------------------------------------------------- | ------------------- | --------- | --------- | ------------- | ------------- | ---------- | ---------- | ----- | ----- |
| Sub-17 Argentina                                                  | 2009                | -         | -         | 0             | 0             | 1          | -2         | 1     | -2    |
| Sub-17 Argentina                                                  | Total               | -         | -         | 0             | 0             | 1          | -2         | 1     | -2    |
| Total en su carrera                                               | Total en su carrera | -         | -         | 0             | 0             | 1          | -2         | 1     | -2    |
| (1) Incluye Sudamericano Sub-17. (2) Incluye Copa Mundial Sub-17. |                     |           |           |               |               |            |            |       |       |

## Palmarés
| Título                           | Club                  | País      | Año  |
| -------------------------------- | --------------------- | --------- | ---- |
| Ascenso a Primera División       | Unión de Santa Fe     | Argentina | 2011 |
| Ascenso a la B Nacional          | Atlético Paraná       | Argentina | 2014 |
| Ascenso a la Superliga Argentina | San Martín de Tucumán | Argentina | 2018 |
| Ascenso a la Liga Profesional    | Deportivo Riestra     | Argentina | 2023 |